# نينغ غوانجيو
نينغ غوانجيو (بالحروف الصينية المبسطة: 宁光友؛ بالحروف الصينية التقليدية: 寧光友؛ مواليد 15 ديسمبر 1981) هو مُقاتل فنون قتالية مختلطة صيني.

## وصلات خارجية
- نينغ غوانجيو على موقع يو إف سي (الإنجليزية)
- نينغ غوانجيو على موقع شيردوغ (الإنجليزية)
- نينغ غوانجيو على موقع IMDb (الإنجليزية)